# 10079 Meunier
10079 Meunier هو كويكب، يقع ضمن حزام الكويكبات. اكتشف في 2 ديسمبر 1989. وقد اكتشفه إيريك والتر إلست.

## روابط خارجية
- 10079 Meunier في قاعدة بيانات مختبر الدفع النفاث لأجرام النظام الشمسي الصغيرة

- الاكتشاف · مخطط المدار ·  العناصر المدارية · المعلمات المادية

- 10079 Meunier على موقع ويكي سكاي: DSS2, SDSS, GALEX, IRAS, Hydrogen α, X-Ray, Astrophoto, Sky Map, Articles and images